# Ludwig Aloys (Hohenlohe-Waldenburg-Bartenstein)

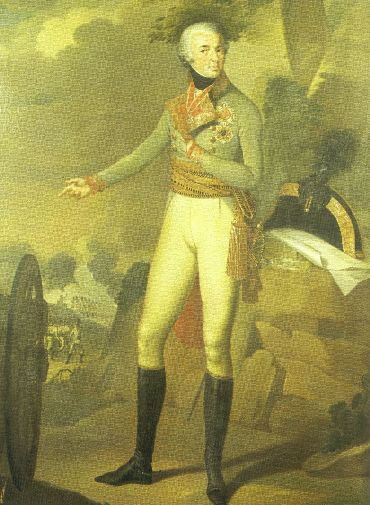
Ludwig Aloys

Ludwig Aloysius, Fürst von Hohenlohe-Waldenburg-Bartenstein (* 18. August 1765 in Bartenstein; † 31. Mai 1829 in Lünstadt, heute Lunéville), war ein deutscher Reichsfürst und General sowie Marschall von Frankreich.

## Leben
Hohenlohe trat 1792 als Oberst in die französische Emigrantenarmee ein und warb für dieselbe das Regiment Hohenlohe an, mit dem er sich besonders beim Sturm auf die Weißenburger Linien auszeichnete. Er trat darauf in holländische Dienste und führte mit seinem Regiment, fast umzingelt, 1794 einen meisterhaften Rückzug von der Insel Bommel hinter die Waal aus. Später nahm er, nun in österreichischen Diensten, an den Feldzügen von 1794 bis 1798 als Oberst und den von 1799 als Generalmajor unter dem Erzherzog Karl teil. Er kam  als Brigadier nach Klagenfurt. Am 20. Februar 1806 wurde er Feldmarschallleutnant und verließ die Armee kurzzeitig, bis der Krieg im Oktober 1806 ausbrach.
Infolge seiner militärischen Aufgaben war er nur noch sporadisch in Bartenstein. Die Hofhaltung in Bartenstein wurde aufgelöst, die Regierungsgeschäfte in der Residenz wurden in seinem Auftrag von einer Geheimen Konferenzkommission weitergeführt. Sie bestand aus mehreren Regierungs- und Hofräten. Das Angebot Napoleons, die Souveränität seines Fürstentums zu erhalten, wenn er dem Rheinbund beiträte, lehnte er ab. So wurde 1806 das Fürstentum Bartenstein und das Oberamt Bartenstein aufgelöst, Regierungsgewalt und Territorium gingen auf das Königreich Württemberg über. Die noch verbliebenen Hofräte und Hofbediensteten mussten dem König von Württemberg den Treueeid leisten.
Ludwig Aloys wurde nun als Divisionär in Böhmen eingesetzt, 1807 in Preßburg und wurde Statthalter von Galizien. Im Jahre 1809 kam er zum 4. Armeekorps bei den Schlachten bei Aspern und Wagram; nach dem Wiener Frieden (20. Dezember 1809) ging er von Neuem in den Ruhestand. Mitte 1811 war er aber schon wieder aktiv. Er befehligte eine Division in der Hauptarmee und verteidigte am 18. Oktober 1813 Seifferthain mit großer Bravour. Danach kam er zum Korps, welches zur Blockade von Dresden beordert war und zuletzt zur Hauptarmee nach Frankreich, wo er Troyes im Namen der Alliierten besetzte und Gouverneur dieser Stadt wurde. Er war seit 1803 Inhaber des Infanterie-Regiments Nr. 26 und behielt es, als 1814 der Prinz von Oranien das Regiment erhielt, als zweiter Inhaber 1814 und 1815. Im Oktober 1815 erhielt er das Infanterie-Regiment Nr. 41, das er 1817 abgab.
Nach der Wiedereinsetzung der Bourbonen im Jahr 1814 trat er am 17. Juli 1816 in französische Kriegsdienste, wurde Lieutenant-général und erhielt das Schloss Lunéville als Geschenk. Er wurde Kommandant der deutschen Legion, deren Colonel der Prinz war. Das Regiment wurde später nach ihm benannt. Im Jahre 1823 kommandierte der Prinz die Armee, welche der Herzog von Angoulême nach Spanien führte. Im Jahre 1827 ernannte ihn der König zum Marschall von Frankreich. Am 5. November 1827 wurde er auf Antrag des Ministers Villéle Pair von Frankreich.
Er starb am 31. Mai 1829 in Lunéville.
Angehörige des Regiments Hohenlohe wurden entweder französische Staatsbürger, mussten Frankreich verlassen oder wechselten in die französische Fremdenlegion über. Die Fremdenlegion, aufgestellt 1831, sieht dieses Regiment als historischen Vorgänger.

## Familie
Er war der Sohn von Ludwig Carl Franz Leopold zu Hohenlohe-Waldenburg-Bartenstein (* 15. November 1731; † 14. Juni 1799) und dessen Ehefrau Gräfin Polyxena von Limburg-Stirum (* 28. Oktober 1738; † 26. Februar 1798). Er selbst war zweimal verheiratet. Seine erste Frau wurde am 18. November 1786 Gräfin Franziska Wilhelmina Augusta  von Manderscheid-Blankenheim (* 13. März 1770; † 26. August 1789), eine Tochter des kurpfälzischen Generalleutnants Johann Wilhelm 
Franz, Grafen zu Manderscheid-Blankenheim. Das Paar hatte folgenden Sohn:
- Karl August Theodor (* 9. Juni 1788: † 12. August 1844) ⚭ 9. September 1811 Landgräfin Clotilde von Hessen-Rheinfels-Rotenburg (* 12. September 1787; † 6. Januar 1869)

Seine zweite Frau wurde am 19. Januar 1790 Maria Creszentia zu Salm-Reifferscheidt (* 29. August 1768; † 4. April 1826). Das Paar hatte folgende Kinder:
- Maria Beatrix (1791–1792)
- Augusta Charlotte (* 16. November 1793)

Die Regierung seines Landes hatte er schon im November 1806 an seinen Sohn Karl August Theodor abgetreten.